# Los convencidos
Los convencidos es una película de argentina de 2023 dirigida por Martín Farina.
La película fue seleccionada para competir en la sección oficial a la mejor película de la Competencia Argentina en la 24° edición del Buenos Aires Festival Internacional de Cine Independiente.

## Sinopsis
Viejos amigos, familia, reencuentros, negocios, estafas, películas... Estos personajes llevan a cabo el arte de discutir con la inobjetable sensación de tener razón. 60 minutos y 5 capítulos en los que los protagonistas lo dan todo para ganar sus pequeñas batallas épicas.

## Premios y nominaciones
| Premio/Festival de Cine                                   | Fecha del evento                 | Categoría                            | Nominado        | Resultado | Ref.  |
| --------------------------------------------------------- | -------------------------------- | ------------------------------------ | --------------- | --------- | ----- |
| Buenos Aires Festival Internacional de Cine Independiente | 19 de abril al 1 de mayo de 2023 | Competencia argentina Mejor película | Los convencidos | Pendiente | [ 2 ] |